# Avocettina
Avocettina es un género de peces anguiliformes de la familia Nemichthyidae.

## Especies
Se reconocen las siguientes especies:
- Avocettina acuticeps
- Avocettina bowersii
- Avocettina infans
- Avocettina paucipora